# Kodagihalli, Kunigal
Kodagihalli là một làng thuộc tehsil Kunigal, huyện Tumkur, bang Karnataka, Ấn Độ.